# Landkreis Rhön-Grabfeld
Landkreis Rhön-Grabfeld is een Landkreis in het noorden van de Duitse deelstaat Beieren. De Landkreis telt 79.510 inwoners (31 december 2020) op een oppervlakte van 1.021,87 km². Kreisstadt is de stad Bad Neustadt an der Saale.

## Indeling

Rhön-Grabfeld is verdeeld in 37 gemeenten. Zes gemeenten hebben de status van stad, drie mogen zich Markt noemen. Acht gebieden zijn niet gemeentelijk ingedeeld.
Steden
1. Bad Königshofen im Grabfeld
2. Bad Neustadt an der Saale
3. Bischofsheim an der Rhön
4. Fladungen
5. Mellrichstadt
6. Ostheim vor der Rhön

Märkte
1. Oberelsbach
2. Saal an der Saale
3. Trappstadt

Overige gemeenten
1. Aubstadt
2. Bastheim
3. Burglauer
4. Großbardorf
5. Großeibstadt
6. Hausen
7. Hendungen
8. Herbstadt
9. Heustreu
10. Höchheim
11. Hohenroth
12. Hollstadt
13. Niederlauer
14. Nordheim vor der Rhön
15. Oberstreu
16. Rödelmaier
17. Salz
18. Sandberg
19. Schönau an der Brend
20. Sondheim vor der Rhön
21. Stockheim
22. Strahlungen
23. Sulzdorf an der Lederhecke
24. Sulzfeld
25. Unsleben
26. Willmars
27. Wollbach
28. Wülfershausen an der Saale

Niet gemeentelijk ingedeeld
1. Bundorfer Forst (18,06 km²)
2. Burgwallbacher Forst (16,18 km²)
3. Forst Schmalwasser-Nord (1,69 km²)
4. Forst Schmalwasser-Süd (14,31 km²)
5. Mellrichstadter Forst (4,14 km²)
6. Steinacher Forst rechts der Saale (19,85 km²)
7. Sulzfelder Forst (2,54 km²)
8. Weigler (2,73 km²)

Aichach-Friedberg · Altötting · Amberg · Amberg-Sulzbach · Ansbach (stad) · Landkreis Ansbach · Aschaffenburg (stad) · Landkreis Aschaffenburg · Augsburg (stad) · Landkreis Augsburg · Bad Kissingen · Bad Tölz-Wolfratshausen · Bamberg (stad) · Landkreis Bamberg · Bayreuth (stad) · Landkreis Bayreuth · Berchtesgadener Land · Cham · Coburg (stad) · Landkreis Coburg · Dachau · Deggendorf · Dillingen an der Donau · Dingolfing Landau · Donau-Ries · Ebersberg · Eichstätt · Erding · Erlangen · Erlangen-Höchstadt · Forchheim · Freising · Feyung-Grafenau · Fürstenfeldbruck · Fürth (stad) · Landkreis Fürth · Garmisch-Partenkirchen · Günzburg · Haßberge · Hof (stad) · Landkreis Hof · Ingolstadt · Kaufbeuren · Kelheim · Kempten im Allgäu · Kitzingen · Kronach · Kulmbach · Landsberg am Lech · Landshut (stad) · Landkreis Landshut · Lichtenfels · Lindau · Main-Spessart · Memmingen · Miesbach · Miltenberg · Mühldorf am Inn · München · Landkreis München · Neuburg-Schrobenhausen · Neumarkt in der Oberpfalz · Neurenberg · Neustadt an der Aisch-Bad Windsheim · Neustadt an der Waldnaab · Neu-Ulm · Nürnberger Land · Oberallgäu · Ostallgäu · Passau (stad) · Landkreis Passau · Pfaffenhofen an der Ilm · Regen · Regensburg (stad) · Landkreis Regensburg · Rhön-Grabfeld · Rosenheim (stad) · Landkreis Rosenheim · Roth · Rottal-Inn · Schwabach · Schwandorf · Schweinfurt (stad) · Landkreis Schweinfurt · Starnberg · Straubing · Straubing-Bogen · Tirschenreuth · Traunstein · Unterallgäu · Weiden in der Oberpfalz · Weilheim-Schongau · Weißenburg-Gunzenhausen · Wunsiedel im Fichtelgebirge · Würzburg (stad) · Landkreis Würzburg
Aubstadt ·
Bad Königshofen i.Grabfeld ·
Bad Neustadt a.d.Saale ·
Bastheim ·
Bischofsheim a.d.Rhön ·
Burglauer ·
Fladungen ·
Großbardorf ·
Großeibstadt ·
Hausen ·
Hendungen ·
Herbstadt ·
Heustreu ·
Höchheim ·
Hohenroth ·
Hollstadt ·
Mellrichstadt ·
Niederlauer ·
Nordheim v.d.Rhön ·
Oberelsbach ·
Oberstreu ·
Ostheim v.d.Rhön ·
Rödelmaier ·
Saal a.d.Saale ·
Salz ·
Sandberg ·
Schönau a.d.Brend ·
Sondheim v.d.Rhön ·
Stockheim ·
Strahlungen ·
Sulzdorf a.d.Lederhecke ·
Sulzfeld ·
Trappstadt ·
Unsleben ·
Willmars ·
Wollbach ·
Wülfershausen a.d.Saale